# Luis Fernando Tena
Luis Fernando Tena Garduño (Città del Messico, 20 gennaio 1958) è un allenatore di calcio ed ex calciatore messicano, di ruolo centrocampista, commissario tecnico della nazionale guatemalteca.

## Carriera
Nel 2010 è divenuto vice allenatore della nazionale messicana (dopo aver allenato varie squadre messicane) subordinato a José de la Torre. Nel luglio 2011 ha guidato la formazione messicana Under-23 che ha partecipato alla Copa América 2011.
Ha conquistato l'oro alle Olimpiadi di Londra 2012 con la nazionale olimpica. Nel 2013 guida il Messico ad interim, seguono le esperienze in varie squadre messicane.
Nel 2019 diventa allenatore del Guadalajara.

## Palmarès

### Allenatore

#### Club

##### Competizioni nazionali
- Campionato messicano: 1

Morelia: Invierno 2000
- Supercopa MX: 1

Querétaro: 2017

##### Competizioni internazionali
- CONCACAF Champions' Cup: 1

América: 2006

#### Nazionale
- Oro olimpico: 1

Londra 2012